# T. A. S. Mani
T. A. S. Mani (* um 1936 in Indien; † 14. März 2020 in Bengaluru) war ein indischer Komponist, Musikproduzent und Perkussionist sowie Bandleader, Sänger und Musikdozent. Er war der Gründungsdirektor und für mehrere Jahrzehnte der Leiter des Karnataka College of Percussion im südindischen Bengaluru.

## Werdegang und Wirken
T. A. S. Mani war Schüler und Sohn des „berühmtesten Mridangam-Spielers Indiens“. Er spezialisierte sich auf Perkussionsmusik aus Südindien und spielte vor allem auf der dort verbreiteten Doppelmembrantrommel, der Mridangam. Außerdem trat er als Sänger auf und interpretierte insbesondere die traditionelle südindische karnatische Musik.
1975 gründete er in Bangalore, der Hauptstadt des südindischen Bundesstaates Karnataka, das Karnataka College of Percussion (KCP), dessen Direktor er von da an war. Das KCP bildete inzwischen zahlreiche Musiker aus ganz Indien und auch aus dem Ausland in der klassischen südindischen Musik aus, befasste sich aber auch mit Genre übergreifenden Projekten, wie zum Beispiel bei der Zusammenarbeit mit indischen und europäischen Jazz- und Rock-Musikern. Zu Manis Perkussions-Schülern gehören unter anderem der Weltmusik-Interpret Trilok Gurtu und der indische Jazz-Schlagzeuger Ramesh Shotham.
Mani leitete das zehnköpfige Ensemble Tala Tarangini, mit dem er in verschiedenen Programmen die klassische südindische Musik und deren rhythmische Besonderheiten, wie zum Beispiel die südindische Trommelsprache Konnakol vorstellte.
Sowohl mit seinem Carnatic-Musik-Ensemble, als auch als Session-Musiker gab Mani zahlreiche Konzerte im In- und Ausland, hatte mehrere weltweite Tourneen und war an zahlreichen Musikaufnahmen beteiligt.
In vielen Ländern der Welt unterrichtete Mani über Perkussionsmusik oder hielt darüber Vorträge, wie unter anderem an der Bangalore University sowie an Universitäten und Musikhochschulen in Australien Polen, Deutschland, Österreich und der Schweiz. Außerdem gab er Percussionsunterricht bei internationalen Workshops sowie bei Seminaren und veröffentlichte mehrere Unterrichtslektionen und Übungs-CDs.
T. A. S. Mani lebte, mit seiner Frau, der Sängerin R. A. Ramamani, in Bangalore.

## Diskografie (Auswahl)
- Embryo (mit dem KCP): Embryo's Reise (Schneeball, 1979)
- Embryo / Charlie Mariano / Karnataka College of Percussion: Life (Schneeball, 1980)
- Jazz Yatra: Sangam (Eigelstein, 1981)
- Dissidenten and the Karnataka College of Percussion: Germanistan (Exil/Schneeball, 1982),
- Charlie Mariano and the Karnataka College of Percussion: Jyothi (ECM, 1983)
- Oriental Wind / Karnataka College of Percussion: Sankirna  (Sonet, 1985)
- Charlie Mariano and the Karnataka College of Percussion: Live (VeraBra, 1990)
- mit Dr. Raghavendra: Shiva Ganga (Exil, 1995)
- Mishram (Raks Müzik, 1997)
- Charlie Mariano’s Bangalore Featuring Ramamani (Intuition, 1998)
- Crossing Roots - The Guitar Duo Meets the KCP (Acoustic Music, 2000)
- The Ganesh Beat Club Sessions (Popup, 2003)
- KCP 5 (KCP mit Mike Herting und Ch. Mariano): Many Ways (Double Moon, 2006)
- Dr. L. Subramaniam: Innovations (Viji/EMI, 2012)